# Armgard Müller-Adams

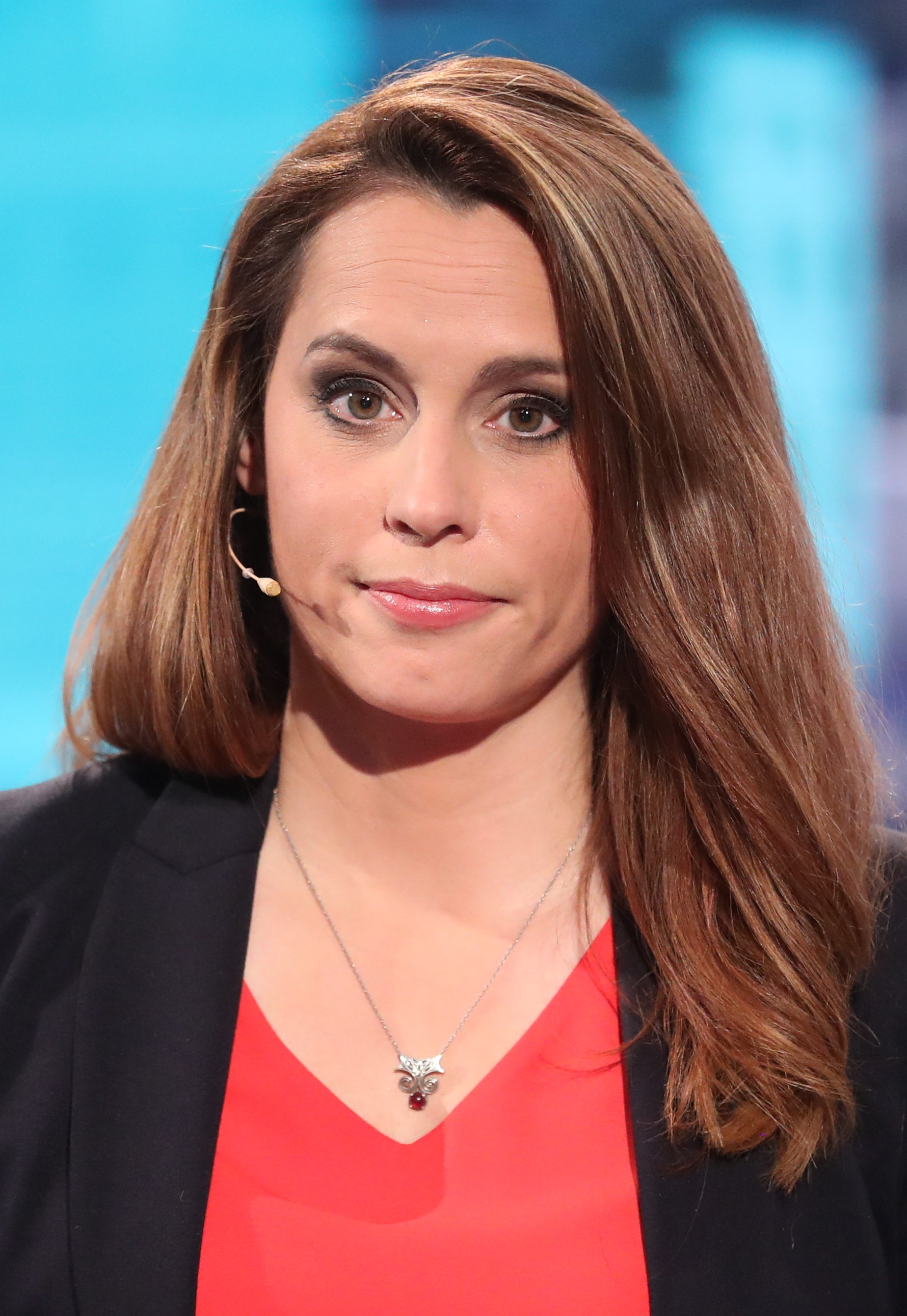
Armgard Müller-Adams (2022)

Armgard Müller-Adams (* 1973) ist eine deutsche Journalistin und Fernsehmoderatorin. Sie ist seit dem 1. Oktober 2019 Chefredakteurin des Saarländischen Rundfunks.

## Werdegang
Müller-Adams studierte Linguistik und Literaturwissenschaften an der Universität des Saarlandes und der University College Cork. Während ihrer Schulzeit engagierte sich Müller-Adams als Schülersprecherin, als Studentin war sie zeitweise Vorsitzende des AStA der Universität Saarbrücken. Von Oktober 2000 bis März 2002 absolvierte sie ein Volontariat beim Saarländischen Rundfunk (SR); anschließend war sie zehn Jahre lang als Reporterin für verschiedene Redaktionen des SR tätig, darunter für die Redaktion der saarländischen Ausgaben von plusminus.
Müller-Adams Filme beschäftigten sich im Schwerpunkt mit makroökonomischen, sozial- und verbraucherschutzpolitischen Themen. Daneben moderierte sie auch die Sendung „ARD-Ratgeber Reise“ sowie im Wechsel mit Michael Friemel die Reisesendung „… da will ich hin“ im SR Fernsehen und auf 3sat. Im Radio war sie in der „MedienWelt“ auf SR 2 Kulturradio zu hören. Später wurde Müller-Adams Referentin von SR-Intendant Thomas Kleist. 2015 berief Kleist sie zur Leiterin der SR-Intendanz. Seit dem 1. Oktober 2019 verantwortet Müller-Adams als Chefredakteurin das Fernseh-, Hörfunk- und Internetangebot des Saarländischen Rundfunks. Im März 2021 moderierte sie erstmals die ARD-Sondersendung ARD Extra.
Als klar war, dass der amtierende SR-Intendant Thomas Kleist zum 30. April 2021 vorzeitig aus dem Amt scheidet, bewarb sie sich selbst um diese Stellung. Sie unterlag bei der Intendantenwahl am 23. Februar 2021 aber dem stellvertretenden SR-Programmdirektor Martin Grasmück.
Mit dem ARD-Fernsehfeature „Der Kampf der Kleinen: die sogenannten Sonstigen vor der Wahl“ wurde Müller-Adams zum Adolf-Grimme-Preis 2010 nominiert.